# تزاریتسا

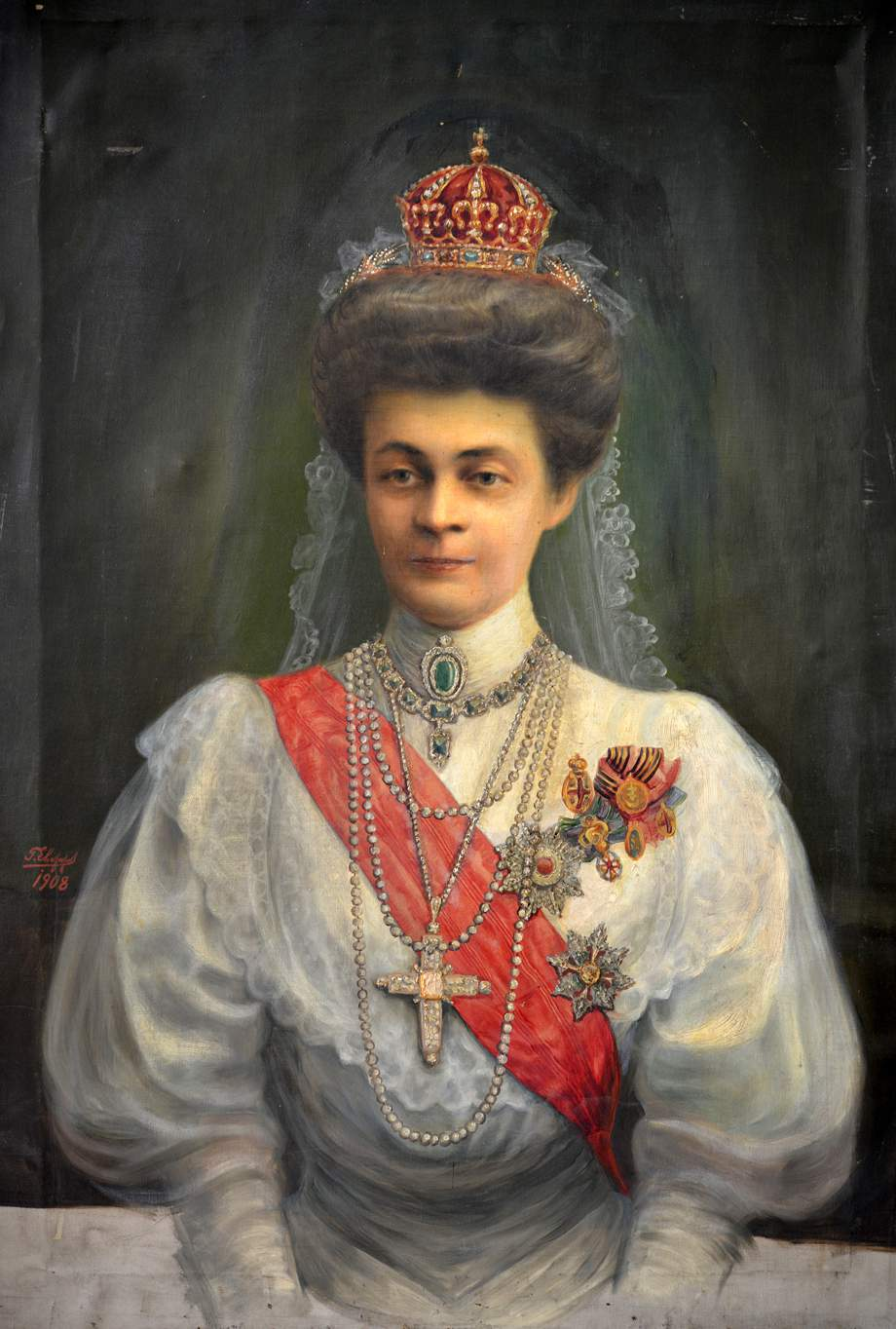
پرتره‌ای از الئونور رئوس همسر فردیناند یکم و تزاریتسای پادشاهی بلغارستان

تزاریتسا یا تزارینا (به انگلیسی: Tsarina، به روسی: царица، به بلغاری: царица، به صربی: Царина) به معنای «زن تزار»، عنوان رسمی همسران تزارها در اولین امپراتوری بلغارستان (۶۸۱–۱۰۱۸)، دومین امپراتوری بلغارستان (۱۱۸۵–۱۳۹۷)، پادشاهی بلغارستان (۱۹۰۸–۱۹۸۶)، امپراتوری صرب (۱۳۴۶–۱۳۷۱) و مشهور‌تر از همه، روسیه تزاری (۱۵۴۷–۱۷۲۱) بود.

## بلغارستان
اولین فرمانروای بلغاری که از عنوان «تزار» استفاده کرد سیمئون یکم بود و همسرش (نام او نامشخص است) از عنوان تزاریتسا استفاده کرد. این عنوان توسط همسران بعدی تزارهای بلغارستان تا پایان اولین امپراتوری بلغارستان در سال ۱۰۸۰ استفاده می‌شد. آخرین ملکه همسری که از این عنوان استفاده کرد ماریا همسر ایوان ولادیسلاو بلغاری بود. هنگامی که دومین امپراتوری بلغارستان در سال ۱۱۸۵ ایجاد شد، حاکمان دوباره عنوان تزار را به خود گرفتند و همسران آنها نیز تزاریتسا نامیده شدند.
در پادشاهی بلغارستان، فردیناند یکم، تزار بلغارستان پس از اعلام استقلال بلغارستان در سال ۱۹۰۸، عنوان تزار را پذیرفت و همسرش الئونور رئوس کوستریتز نیز تزاریتسا شد. آخرین تزاریتسا بلغاری، جیووانای ایتالیایی، همسر تزار بوریس سوم بلغارستان بود. با این حال، مارگاریتا گومز-آسبو و سجوئلا، همسر سیمئون دوم، نیز گاهی به عنوان تزاریتسا نیز شناخته می‌شود.

## صربستان

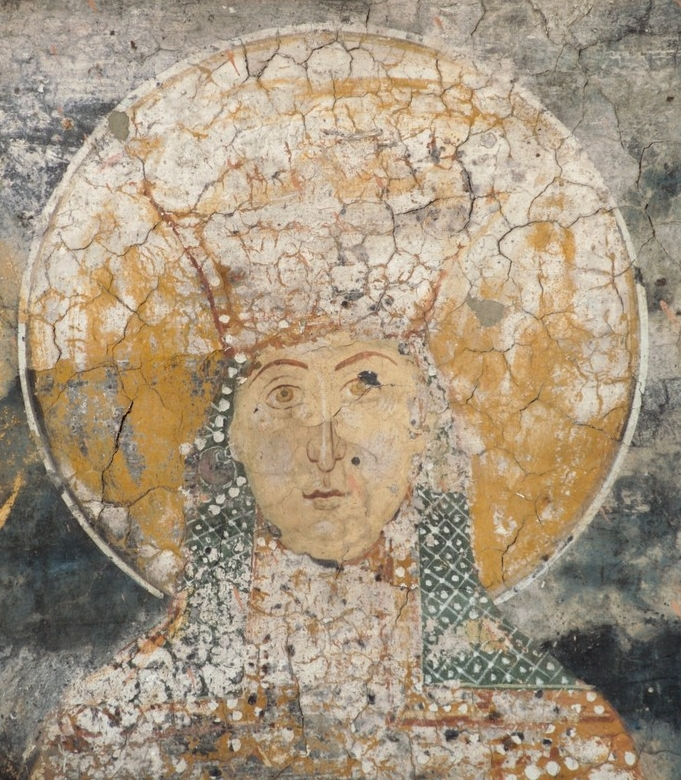
نگاره‌ای از هلنای بلغاری اولین تزارینای صرب

اولین تزارینا صرب هلنای بلغاری، خواهر تزار ایوان الکساندر بلغارستان و همسر تزار استفان دوشان صرب بود. او تزارینای صربستان از سال ۱۳۴۶ تا زمان مرگ ناگهانی دوشان در سال ۱۳۵۵ بود. دومین و آخرین تزارینای صرب آنا، از خاندان اشراف والاچی باصاراب بود. او در دههٔ ۱۳۵۰ با پسر دوشان، تزار استفان اوروش پنجم ازدواج کرد که تا زمان سقوط امپراتوری صرب در سال ۱۳۷۱ حکومت کرد.

## روسیه
به‌طور رسمی، تزاریتسا‌ها در روسیه از سال ۱۵۴۷ تا ۱۷۲۱ وجود داشتند. از معروف‌ترین تزاریتسا‌های این دوره، شش یا هفت همسر ایوان مخوف بودند که توسط دشمنانشان مسموم، توسط خود ایوان کشته یا در صومعه‌ها زندانی شدند. مراسم رسمی ازدواج تنها برای چهار نفر از آنها اجرا شد؛ زیرا ازدواج‌های بعدی توسط کلیسای ارتدکس تبرک نشد. مارینا منیشوک، نجیب‌زادهٔ لهستانی نیز با ازدواج با دیمیتری دروغین اول و بعداً با دیمیتری دروغین دوم، تزارینا روسیه شد. بسیاری از تزاریتساهای روسیه با مراسم عروس‌نشان انتخاب می‌شدند که در آن، زیباترین زنان سالم از تمام مناطق روسیه در مسکو جمع می‌شدند و تزار همسرش را از میان آنها را انتخاب می‌کرد. این امر روسیه را از مزایای ازدواج سلطنتی با پادشاهان اروپایی محروم کرد؛ اما از همخونی و همچنین از نفوذ سیاسی شاهدخت‌های خارجی (کاتولیک یا پروتستان) محافظت کرد. تنها همسر خارجی تزار روسیه در این دوره (به جز مارینا منیشوک) ماریا تمریوکونا، شاهزاده خانم چرکس بود که به ارتدکس گروید.

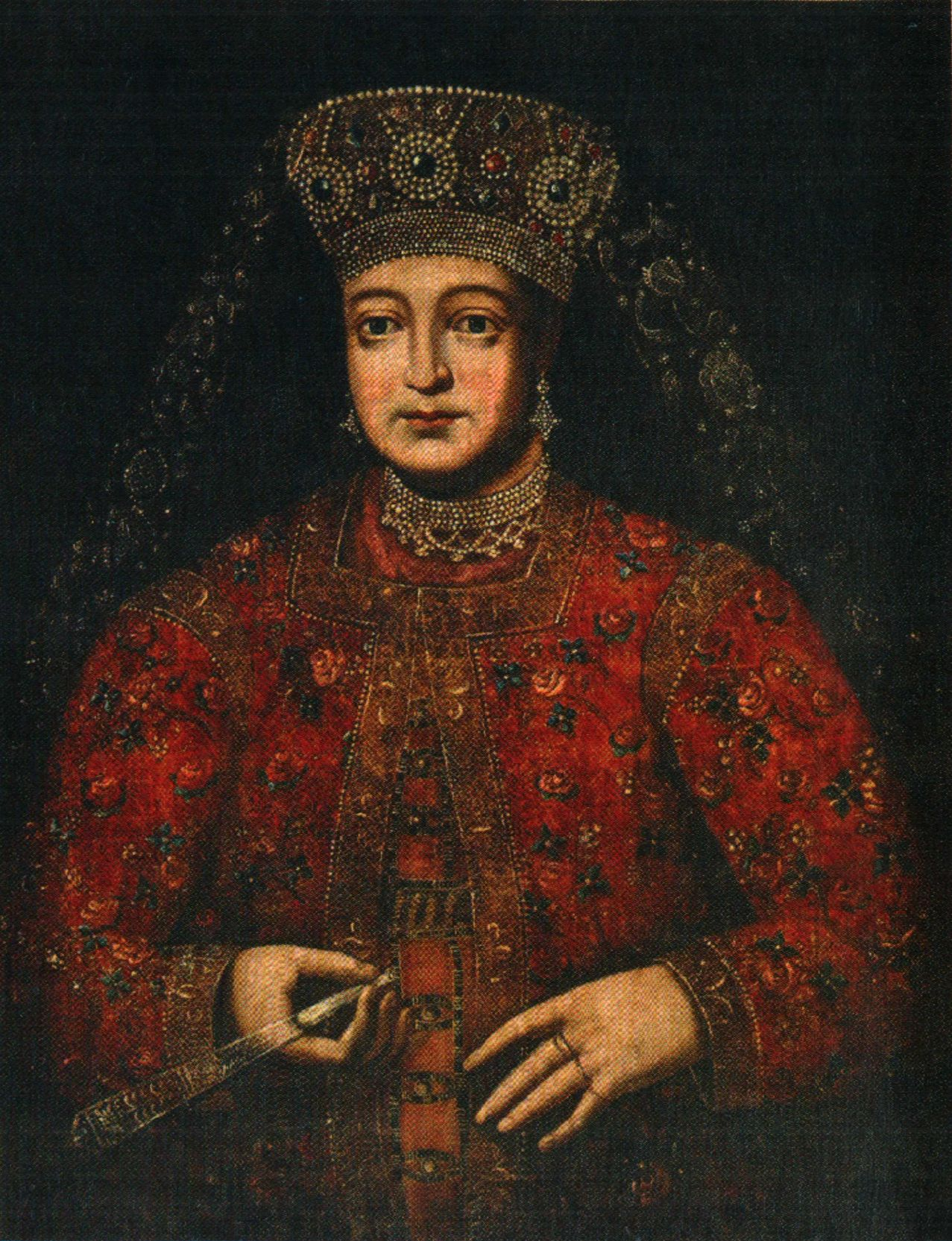
پرتره‌ای از تزاریتسا مارفا آپراکسینا، همسر تزار فیودور سوم و خواهر زن پتر کبیر

برخی تزاریتساهای روسیه بخت بلندتری داشتند و توانستند به عنوان نایب‌السلطنه بر آن کشور حکومت کنند. مانند ناتالیا ناریشکینا همسر دوم تزار الکسی یکم. او همچنین مادر پتر کبیر بود که پس از حل بحران جانشینی که قبل از سلطنت پسرش پیش آمد، توانست ۵ سال به نیابت او حکومت کند. سوفیا آلکسیونا دختر تزار الکسی نیز پس از ۷ سال نایب‌السلطنگی قصد داشت خود را تزاریتسا اعلام کند و قدرت را برای همیشه به دست بگیرد؛ اما حکومتش با کودتای پتر سرنگون شد. پتر در طول سلطنتش امپراتوری روسیه را بنیان‌گذاشت و تمام عناوین سلطنتی (به باور او کهنه) را با نمونه‌های اروپایی جایگزین کرد. ازجمله عنوان تزاریتسا که به شکل رسمی منسوخ و با عنوان «امپراتریس» جایگزین شد؛ اگرچه تزاریتسا همچنان و تا پایان نظام سلطنتی در روسیه، به شکل غیررسمی به‌کار می‌رفت. بنابراین، باید اودوکسیا لوپوخینا نخستین همسر پتر را آخرین تزاریتسای روسیه دانست. دومین همسر پتر مارتا هلنا در زمان تاج‌گذاری پتر کبیر به عنوان «امپراتور» در سال ۱۷۲۱، امپراتریس نامیده شد‌ و پس از شوهرش نیز بر تخت نشست.